# El Pla del Penedès
El Pla del Penedès est une commune de la province de Barcelone, en Catalogne, en Espagne, de la comarque d'Alt Penedès

## Jumelage
- Ladoix-Serrigny (France) en (Bourgogne), depuis 1988